# 118-й батальон шуцманшафта
118-й батальон шуцманшафта (нем. 118 Batalion Schutzmannschaft / SchutzmannschaftsBtl 118 / Ukrainian Schuma) — коллаборационистское шуцманшафт-подразделение немецкой вспомогательной охранной полиции (нем. Schutzpolizei), сформированное в июле 1942 года в Киеве на основе одной из рот 115-го батальона охранной полиции (бывших членов распущенного немцами Буковинского куреня), военнопленных Красной армии и просто местных добровольцев. Хотя в батальоне служили во многом этнические украинцы, ёго ряды в немалой степени пополнили и представители других этносов СССР, в первую очередь русские и белорусы.
Подразделение возглавлял немецкий майор Эрих Кернер, однако важную роль в руководстве играл и бывший старший лейтенант Красной армии Григорий Васюра. Осенью 1942 года полицейское формирование перебросили в Белоруссию, где шуцманы проводили вооружённые операции против советских партизан и принимали участие в карательных акциях против гражданского населения. Летом 1944 года членов батальона передислоцировали во Францию, где часть из них под руководством Василия Мелешко перешли на сторону местного подполья.
118-й батальон наиболее известен участием в сожжении белорусской деревни Хатынь 22 марта 1943. В дальнейшем многие виновные в этом и других злодеяниях коллаборационисты были осуждены и казнены.

## Формирование
С конца 1941 — начала 1942 года немцы развернули формирования многочисленных охранных и полицейских подразделений на оккупированных территориях СССР, основным контингентом которых стали местные жители и советские военнопленные. Одной из таких вспомогательных частей стал 118 охранный батальон, комплектование которого началось весной 1942 года в Киеве. В первые 2 роты набрали бывших красноармейцев, выходцев преимущественно из восточных областей УССР. Накануне войны они окончили ускоренные курсы офицерской подготовки, затем попали в плен и согласились на службу в полиции. В дальнейшем этих бойцов, которые составили основной костяк батальона, расквартировали в казармах на улице Левашовской. Многие из них считали переход на сторону нацистов способом спасти свои жизни в суровых немецких лагерях. Отдельных лиц толкали на такой шаг предвоенные сталинские репрессии.
Вербовка полицейского подразделения продолжилась летом. В июне к нему присоединили 3-ю роту 115-го батальона шуцманшафта, которая в результате такой структурной реорганизации стала первой ротой в 118-м. Её солдаты ранее служили в Буковинском курене — полувоенном формировании мельниковцев, участники которого прибыли в Киев осенью 1941 года и присоединились к созданию местной полиции, на которую возлагали обязанность обеспечения общественного порядка и безопасности в городе. Среди лиц, включенных в состав 115-го и 118-го батальонов, были украинские участники резни в Бабьем Яру. 100 человек из третьей роты 115-го батальона сформировали первую роту 118-го батальона; это была самая активная часть батальона, считавшаяся его элитой и состоявшая в основном из националистов с Западной Украины. Еще две новые роты состояли из советских военнопленных, в основном украинцев и местных добровольцев из Киевской области. В конце декабря немцы развернули репрессии против украинских националистических активистов, в частности гестапо арестовало и казнило несколько десятков буковинцев. Сам курень был распущен за деятельность, которая шла вразрез с политикой оккупационной администрации. Часть буковинцев перешла к подпольной работе в организационных структурах ОУН(м), тогда как многие другие — с антикоммунистических или вообще оппортунистических соображений — попали в состав шуцманшафта.
Дополнительным контингентом батальона стала мобилизована сельская молодежь из Киевской области, которую немцы воспринимали как наименее «отравленный» большевистской пропагандой слой населения. Юношей заверили в том, что они будут охранять Киево-Печерскую лавру, железнодорожные узлы, банки и складские помещения. После прохождения медкомиссии и заполнения необходимых анкет они становились новобранцами. Хотя для вида добровольности их спрашивали, хотят ли они служить в вооружённом формировании, никакой альтернативы, кроме отправления в Германию или дезертирства, они не имели. Упомянутые рекруты не получили ни униформы, ни оружия. Никаких военных учений также не проводилось.

## Структура
В батальоне вместе существовали как немецкая комендатура, руководителем которой был майор Эрих Кернер, так и собственно коллаборационистская, которую возглавлял сначала бывший советский майор Иван Шудра, а впоследствии — полковник Константин Смовский, в прошлом старшина армии УНР и контрактный майор польской армии. Дублировалось также руководство рот и взводов. Должность начальника штаба по стороны немцев занимал Эмиль Засс, а со стороны коллаборационистов — сначала красноармеец Коровин-Корниец, а с декабря 1942 — бывший старший лейтенант РККА Григорий Васюра, который ранее прошел школу пропагандистов при Восточном министерстве. Командиры из среды шуцманов выполняли роль заместителей немецких офицеров и подофицеров и имели крайне ограниченную власть над частью. Неравенство их положения проявлялась даже в величине зарплаты: начальник штаба по стороны коллаборационистов получал 39 марок и выполнял функции завхоза, тогда как немецкий командир имел 200 марок. Только с нарастанием интенсивности антипартизанские борьбы зарплату шуцманам повысили.

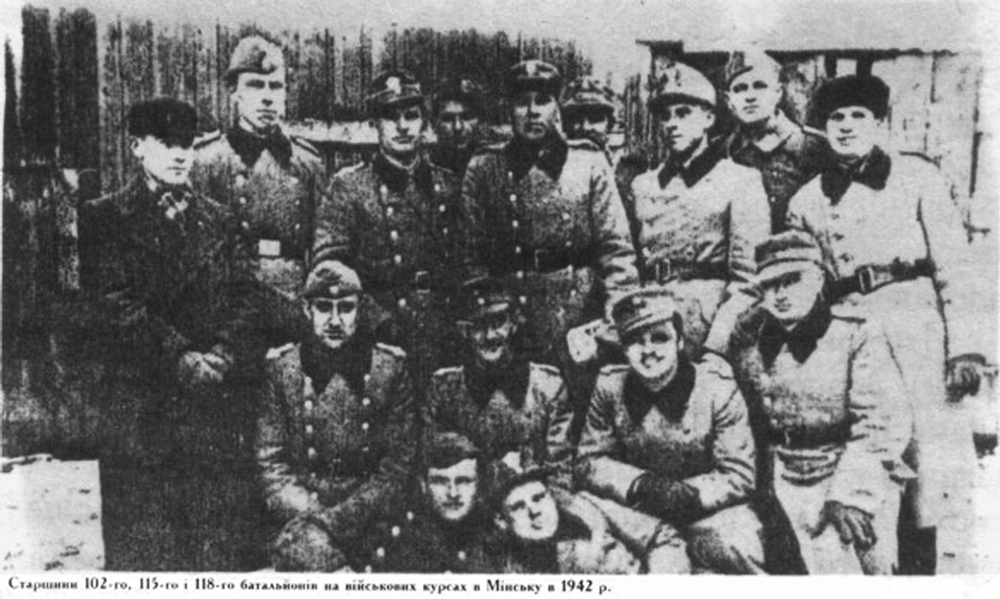
Старшины 102-го, 115-го и 118-го батальонов на войсковых курсах в Минске 1942 года.

## Боевые действия
Боевые действия против советских партизан шуцманы развернули в июле 1942 года вблизи сел Обовищи, Кливины и Толстый Лес в окрестностях городка Хабное, где батальон понес первые значительные потери в столкновении с рейдирующим отрядом украинских комунистических партизан. Ковпаковцы обладали количественной и качественной преимуществом, имели кавалерию и артиллерию. В ноябре батальон перебросили в Черниговскую область. В конце осени 1942 уже обученное подразделение, доказавшее высокую надежность в боях, отправили в Беларусь. Руководствуясь принципом «разделяй и властвуй», немцы таким образом пытались спровоцировать напряжение и межнациональные конфликты, на которые направлялись бы основные потуги местного сопротивления. В то же время оккупанты опасались, чтобы украинские по происхождению коллаборационисты, находясь в непосредственном контакте с украинским населением, не обратили своего оружия против немецкой армии. Лишь зимой 1942—1943 годов несколько десятков солдат 118-го батальона перейшло на сторону красных партизан и волынской УПА.
В Минске солдаты подразделения прошли недельное обучение, переорганизацию и доукомплектование. На тот момент в него входили не только украинцы, но и немало русских и белорусов, выходцев из кавказского региона (вроде армянина Хачатуряна или осетина Искандерова), несколько поляков и татар и, как утверждают исследователи Андрей Дуда и Владимир Старик, даже четыре еврея: Зубров, Гусаров, Давид и Швец. Местом дислокации штаба, первой и третьей роты стали села Логойск и Плещеницы, тогда как вторая сотня была брошена на поиски дезертиров и находилась с декабря 1942 по февраль 1943 вблизи Слуцка. Первое время шуцманы были привлечены к охране транспортных коммуникаций и патрулирование территории. С начала 1943 года деятельность батальона сосредоточилась вокруг ведения операций против движения сопротивления. Так, в одном из первых лесных боев вблизи Плещеницы члены боевой части разбили советскую партизанскую группу, которая понесла значительные потери в живой силе и лишилась 17 обозов военного снаряжения.
Как отмечает шведский историк Пер Андерс Рудлинг, ссылаясь на юридические документы из советских архивов и решения судов СССР и Канады, в оккупированной Беларуси 118-й батальон был вовлечен в безжалостный план террора. Его члены участвовали в жестоких репрессивных акциях против гражданского белорусского населения. Жертвами карательного подразделения стали жители сел Чмелевичи, Дальковичи, Котели, Заречье, Боброво, Уборок, Маковье, Осов, Новая Вилейка. Шуцманы, заходя в населенный пункт, грабили и поджигали дома, а самих жителей сгоняли к какому-либо амбара и сжигали живьем или расстреливали. 26 июля 1943 полицейские обнаружили в Налибокской пуще около 50 евреев из группы партизан Бельских, которые скрывались от немцев в землянках. По распоряжению Васюры и бывшего советского офицера Василия Мелешко их укрытия забросали гранатами и расстреляли из автоматов. В течение 1943—1944 годов бойцы полицейского подразделения привлекались к операциям «Hornung», «Draufgänger», «Hermann», «Hermann», «Wandsbek», «Regenschauer» и наступательной «Frühlingsfest» против советских партизан и в меньшей степени против польского подполья. Вооруженные акции осуществляли совместно со 115, 102 и 101 батальонами шуцманшафта, Русской освободительной армией, балтийскими, венгерскими и собственно белорусскими подразделениями.
По другой версии (версии историка Владимира Косика), батальон для борьбы с партизанами был переброшен в Белоруссию только в июле 1943 года.
Как пишут исследователи Дуда и Старик, в декабре 1943 года командиры 118 батальона, действуя без ведома немцев, заключили соглашение о перемирии с подразделением Армии Крайовой близ городка Ивье. Стороны договорились избегать столкновений, и как проявление доброй воли, полякам вернули захваченных у них лошадей. Такое положение примирения продлилось до начала 1944 года, когда польские партизаны нарушили соглашение и расстреляли девять пленных батальона; их похоронили в селе Василишки. Шуцман Ю. Пасечник приводит другой случай соглашения о перемирии, заключенного в апреле 1944 года, с польским отрядом капитана Леха. Ему предшествовало увлечение солдатами АК стрелка Ярослава Похмурского, которого отвели в штаб и допросили на предмет боевого состояния подразделения. В ответ командование 118-го батальона приняли в заложники главнокомандующим польских жителей города, заставляя партизан освободить пленника. Дело удалось уладить, и по этому поводу председатель тамошнего поместье устроил принятия, на которое пригласили командование первой сотни и влиятельных польских жителей. Соглашение о перемирии продолжалась до 22 мая 1944 года, когда батальон капитана Леха попытался уничтожить расквартированную в Ивье роту шуцманов. Поляки не смогли достичь эффекта неожиданности и были разбиты
На Гродненщине 118-й батальон, перенумерованный в 63-й, действовал до мощного советского наступления в июне 1944 года, в результате которого, понес существенные потери и был спешно передислоцирован в Восточную Пруссию. Здесь шуцманов привлекли в состав полицейской бригады СС «Зиглинг», которая, в свою очередь, в июле 1944 года была перевезена поездом в Безансон (Франция) для формирования 30-й гренадерской дивизией СС (1-я белорусская/2-я русская). С большей части 63-го и 62-го (бывший 115) батальонов был создан второй батальон 76-го полка этой дивизии. Последний, по словам бойца Владимира Катрюка, насчитывал от 500 до 600 человек.

### Уничтожение Хатыни
22 марта 1943 бойцы 118-го батальона совместно с военнослужащими печально известного немецкого «зондер-батальона СС Дирлевангер» приняли участие в уничтожении жителей белорусской деревни Хатынь. Сначала жителей избивали и грабили, осуществляя насилие над женщинами. Затем жителей, которые не успели спрятаться, согнали со своих домов в деревянный сарай размером 12х10 метров, закрыли двери, обложили соломой и подожгли с нескольких сторон. Через некоторое время дверь упала, а люди стали выбегать из здания, охваченного пламенем. По уцелевшим открыли огонь из пулеметов, автоматов и винтовок. По словам одного из свидетелей на дальнейшем процессе, которому посчастливилось выжить, за стационарным пулеметом разместился командир отделения первого взвода первой роты Владимир Катрюк. Погибло 149 белорусских крестьян, в том числе 75 детей.
В декабре 1986 года на закрытом процессе в Минске по делу начальника штаба батальона Григория Васюры бывшие военнослужащие батальона дали показания об участии подразделений «шуцманшафт-118» в уничтожении Хатыни:
Из показаний Остапа Кнапа: «После того как мы окружили деревню, через переводчика Луковича по цепочке пришло распоряжение выводить из домов людей и конвоировать их на окраину села к сараю. Выполняли эту работу и эсэсовцы, и наши полицейские. Всех жителей, включая стариков и детей, затолкали в сарай, обложили его соломой. Перед запертыми воротами установили станковый пулемёт, за которым, я хорошо помню, лежал Катрюк. Поджигали крышу сарая, а также солому Лукович и какой-то немец. Через несколько минут под напором людей дверь рухнула, они стали выбегать из сарая. Прозвучала команда: „Огонь!“ Стреляли все, кто был в оцеплении: и наши, и эсэсовцы. Стрелял по сараю и я».
Вопрос: Сколько немцев участвовало в этой акции?

Ответ: «Кроме нашего батальона, в Хатыни было около 100 эсэсовцев, которые приехали из Логойска на крытых машинах и мотоциклах. Они вместе с полицейскими поджигали дома и надворные постройки».
Из показаний Тимофея Топчия: «Тут же стояло 6 или 7 крытых машин и несколько мотоциклов. Потом мне сказали, что это эсэсовцы из батальона Дирлевангера. Было их около роты. Когда вышли к Хатыни, увидели, что из деревни убегают какие-то люди. Нашему пулемётному расчёту дали команду стрелять по убегавшим. Первый номер расчёта Щербань открыл огонь, но прицел был поставлен неправильно и пули не настигали беглецов. Мелешко оттолкнул его в сторону и сам лёг за пулемёт…»
Из показаний Ивана Петричука: «Мой пост был метрах в 50 от сарая, который охранял наш взвод и немцы с автоматами. Я хорошо видел, как из огня выбежал мальчик лет шести, одежда на нём пылала. Он сделал всего несколько шагов и упал, сражённый пулей. Стрелял в него кто-то из офицеров, которые большой группой стояли в той стороне. Может, это был Кернер, а может, и Васюра. Не знаю, много ли было в сарае детей. Когда мы уходили из деревни, он уже догорал, живых людей в нём не было — дымились только обгоревшие трупы, большие и маленькие… Эта картина была ужасной. Помню, что из Хатыни в батальон привели 15 коров».
Дал показания и сам Васюра:
Вопрос прокурора: «Судя по анкетам, большинство ваших подчинённых до этого служили в Красной Армии, прошли через немецкий плен, их нет нужды водить за ручку?»
Васюра: «Да, служили. Но это была шайка бандитов, для которых главное — грабить и пьянствовать. Возьмите комвзвода Мелешку — кадровый советский офицер и форменный садист, буквально шалел от запаха крови. Повар Мышак рвался на все операции, чтобы позверствовать и пограбить, ничем не брезговали командир отделения Лакуста и писарь Филиппов, переводчик Лукович истязал людей на допросах, насиловал женщин: Все они были мерзавцы из мерзавцев.»
Это было подтверждено также на процессе командира взвода 118 полицейского батальона бывшего лейтенанта РККА Василия Мелешко в 1975, давшего буквально идентичные сведения (так же, как суд по делу Васюры, процесс Мелешко тоже завершился вынесением смертного приговора).

### Прочие преступления[27]
Карательные действия в Хатыни были не единственными в послужном списке батальона.
13 мая 1943 года Григорий Васюра возглавлял боевые действия батальона против партизан в районе села Дальковичи.
27 мая батальон провёл карательную операцию в селе Осови, в котором было расстреляно 78 человек.
Впоследствии батальон участвовал в карательной операции «Коттбус» в Минской и Витебской областях, в ходе которой осуществил расправу над жителями села Вилейки, уничтожение жителей сёл Уборок и Маковье, а также расстрел 50 евреев у села Каминская Слобода.
За эти заслуги немецкое командование наградило Васюру двумя медалями и присвоило ему звание лейтенанта. После Белоруссии Григорий Васюра продолжил служить в 76-м пехотном полку, который был разбит уже на территории Франции.

## Во Франции
В июле 1944 года в результате отступления немецких войск из Белоруссии батальон вместе со 115 охранным батальоном был переброшен во Францию для выполнения охранных функций. Тогда же эти формирования были переименованы, соответственно, в 63-й и 62-й батальоны шуцманшафт в составе 30-й гренадерской дивизии СС (2-й русской) (нем. 30.Waffen-Grenadier-Division der SS (russische Nr. 2). 21 августа 1944 года 62-й и 63-й батальоны были объединены в единое формирование (62-й батальон); были назначены новые немецкие командиры. Однако в боях против французских партизан новое формирование участие не принимало, так как уже 27 августа (в день, назначенный немцами для выхода на антипартизанские позиции) практически в полном составе перешло на сторону французского движения сопротивления «маки». Из перешедших на сторону французских партизан был сформирован 2-й украинский батальон имени Тараса Шевченко (фр. Le 2ème Bataillon Ukrainien des Forces Françaises de l’Intérieur, Groupement Frontière, Sous-Région D.2.). 1-й украинский батальон имени Ивана Богуна в составе французского движения сопротивления был образован из 102-го волынского батальона шуцманшафта. После перехода коллаборационистов в «маки» немцы разоружили это подразделение и поместили военнослужащих в концлагерь в местности Ширмек, где они находились до конца войны; подофицеры Панькив и Петренко были расстреляны гестапо вблизи города Бельфор.
После освобождения территории Франции оба батальона были включены в 13-ю полубригаду французского Иностранного легиона, в составе которой воевали до конца войны. После войны французы хотели отправить их обратно в СССР в соответствии со своими международными соглашениями, поэтому многие из бывших добровольцев продолжили службу во французском Иностранном легионе, чтобы избежать репатриации.

## Легенды и мифы
Иногда членов 118-го батальона ошибочно отождествляют с представителями западноукраинского националистического движения сопротивления. Спекуляции на эту тему время от времени появлялись в постсоветской печати, в высказываниях некоторых политиков. Так, председатель Прогрессивно-социалистической партии Украины Наталия Витренко в своё время заявила, что Хатынь якобы сожгли солдаты Украинской повстанческой армии и поименно назвала «националистов-карателей», указывая на их «воинские звания в УПА»: «куринной Смовский, пан капитан Васюра, взводный Мелешко», хотя ни один из перечисленных никогда не был членом ОУН и не служил в УПА. Похожее утверждение сделал 27 марта 2014 года и президент Белоруссии Александр Лукашенко в эфире 1 канала.
Некоторые откровенно ложные утверждения попали также в научные публикации. Так, в книге «Карательные акции в Беларуси» утверждалось, что в уничтожении Хатыни якобы участвовал батальон «Нахтигаль» во главе с Романом Шухевичем, который, впрочем, был расформирован ещё в 1941 году. Старший преподаватель Барановичского государственного университета Михаил Владимирович Кобрин так и вовсе назвал 118-й батальон состоящим преимущественно из этнических белорусов («220 белорусов, 20 украинцев и 30 немцев»), пытаясь подчеркнуть «факты участия белорусов (населения БССР) в Холокосте в годы Второй мировой войны», а также то, что, по его мнению, «процесс фальсификации истории Великой Отечественной войны в Беларуси продолжается».
Не соответствует действительности и утверждение, что в Черновцах будто установлен памятник, посвящённый карательному подразделению. На самом деле речь идёт о монументе бойцам Буковинского куреня, объединяющем под одним названием 4 различные украинские военные части: формирование в составе Армии УНР, собственно Буковинский курень, Буковинскую украинскую самооборонную армию и подразделение, входившее в состав УПА-Запад. Следовательно, на нём выгравированы 3 даты: 1918, 1941, 1944.

## Современная оценка деятельности
История 118-го батальона Шуцманшафт остаётся малоисследованной темой, и в основном рассматривается в свете участия данного формирования в сожжении Хатыни. В СССР участие советских граждан в военных злодеяниях пытались не афишировать, соблюдая упрощённый и прямолинейный нарратив, что Хатынь и другие белорусские деревни были делом рук «немецких фашистов». В редких публикациях, в которых о 118 батальон все же вспоминали, его членов описывали как сборище «уголовников, кулацких исчадий и трусов». Первый подробный репортаж о коллаборационистах появился только 10 ноября 1990 года, когда главная московская газета «Рабочая трибуна» вышла со статьёй-передовицей «Неизвестная Хатынь». Данная публикация, с одной стороны, справедливо разоблачала советскую версию о привлечении исключительно немецких оккупантов, но с другой взваливала ответственность на бандеровцев. Через две недели белорусская газета «Во славу Родины» напечатала интервью с Виктором Глазковым, подполковником запаса и судьёй по делу Васюры. Последний заявил о безосновательности обвинений в адрес ОУН-б:

«Вешать Хатынь на бандеровцев тоже нельзя. Это было бы вопреки исторической правде. Хатынь сожгли каратели 118-го полицейского батальона. Так, большинство полицейских происходило из Украины, и само подразделение было сформировано в Киеве. Но это были не националисты, а обычные предатели, зверства их не имеют границ. Но родились и выросли они в нашей стране, и вскормила их наша земля».
Хотя в состав 118-го батальона действительно входили отдельные участники Буковинского куреня, однако, как отмечает кандидат политических наук Михаил Басараб, эти случаи не позволяют поносить всё украинское националистическое движение сопротивления, также как и злодеяния некоторых советских солдат не свидетельствуют о преступной сущности всей Красной армии. По его мнению, «нельзя всех равнять под одну линейку, нельзя выдёргивать отдельные факты для обливания грязью сотен тысяч, а то и миллионов, невинных борцов и жертв».
В настоящее время участие коллаборационистов из Украины в военных преступлениях, в частности в Хатыни, стало активно использоваться в разных СМИ. Так, 28 марта 2014 года, на хостинг Youtube был загружен фильм «Позорная тайна Хатыни», который выпустила ещё в 2008 российская компания «Супер Реалити» по заказу Единой телерадиовещательной системы Вооружённых сил РФ. Как отмечают исследователи, цель фильма была направлена на максимальное отождествление сотрудников карательного подразделения с бандеровцами. Подобную риторику повторил и министр культуры РФ Владимир Мединский в картине российского пропагандиста Аркадия Мамонтова «Бандеровцы: палачи героями не бывают».

## Комментарии
1. ↑  Проводилась с 20 мая по 21 июня 1943 года. — «Так убивали людей», // Газета «Советская Белоруссия» № 103 (23745). 06.06.2009.